# Ben (single)
Ben is de eerste grote solohit van Michael Jackson in Nederland uit 1972, afkomstig van zijn tweede soloalbum Ben. Het nummer is onderdeel van de soundtrack van een film uit 1972 met dezelfde naam. 
In de Verenigde Staten stond Ben twee weken op nummer 1. Hiermee was het de eerste uit een reeks van 13 nummer 1-hits in de Verenigde Staten als soloartiest.
In het liedje richt de ik-persoon, die eerder eenzaam was, zich tot de vriend die hij gevonden heeft, een vriend die door anderen negatief bejegend wordt. 
| "Ben" in de Nederlandse Top 40 - binnen: 09-12-1972 | "Ben" in de Nederlandse Top 40 - binnen: 09-12-1972 | "Ben" in de Nederlandse Top 40 - binnen: 09-12-1972 | "Ben" in de Nederlandse Top 40 - binnen: 09-12-1972 | "Ben" in de Nederlandse Top 40 - binnen: 09-12-1972 | "Ben" in de Nederlandse Top 40 - binnen: 09-12-1972 | "Ben" in de Nederlandse Top 40 - binnen: 09-12-1972 | "Ben" in de Nederlandse Top 40 - binnen: 09-12-1972 | "Ben" in de Nederlandse Top 40 - binnen: 09-12-1972 | "Ben" in de Nederlandse Top 40 - binnen: 09-12-1972 | "Ben" in de Nederlandse Top 40 - binnen: 09-12-1972 | "Ben" in de Nederlandse Top 40 - binnen: 09-12-1972 | "Ben" in de Nederlandse Top 40 - binnen: 09-12-1972 | "Ben" in de Nederlandse Top 40 - binnen: 09-12-1972 | "Ben" in de Nederlandse Top 40 - binnen: 09-12-1972 | "Ben" in de Nederlandse Top 40 - binnen: 09-12-1972 |
| Week                                                | 1                                                   | 2                                                   | 3                                                   | 4                                                   | 5                                                   | 6                                                   | 7                                                   | 8                                                   | 9                                                   | 10                                                  | 11                                                  | 12                                                  | 13                                                  | 14                                                  |                                                     |
| --------------------------------------------------- | --------------------------------------------------- | --------------------------------------------------- | --------------------------------------------------- | --------------------------------------------------- | --------------------------------------------------- | --------------------------------------------------- | --------------------------------------------------- | --------------------------------------------------- | --------------------------------------------------- | --------------------------------------------------- | --------------------------------------------------- | --------------------------------------------------- | --------------------------------------------------- | --------------------------------------------------- | --------------------------------------------------- |
| Nummer                                              | 22                                                  | 5                                                   | 2                                                   | 2                                                   | 2                                                   | 2                                                   | 2                                                   | 2                                                   | 4                                                   | 6                                                   | 12                                                  | 22                                                  | 34                                                  | 38                                                  | uit                                                 |

| "Ben" in de Nederlandse Single Top 100 - binnen: 02-12-1972 | "Ben" in de Nederlandse Single Top 100 - binnen: 02-12-1972 | "Ben" in de Nederlandse Single Top 100 - binnen: 02-12-1972 | "Ben" in de Nederlandse Single Top 100 - binnen: 02-12-1972 | "Ben" in de Nederlandse Single Top 100 - binnen: 02-12-1972 | "Ben" in de Nederlandse Single Top 100 - binnen: 02-12-1972 | "Ben" in de Nederlandse Single Top 100 - binnen: 02-12-1972 | "Ben" in de Nederlandse Single Top 100 - binnen: 02-12-1972 | "Ben" in de Nederlandse Single Top 100 - binnen: 02-12-1972 | "Ben" in de Nederlandse Single Top 100 - binnen: 02-12-1972 | "Ben" in de Nederlandse Single Top 100 - binnen: 02-12-1972 | "Ben" in de Nederlandse Single Top 100 - binnen: 02-12-1972 | "Ben" in de Nederlandse Single Top 100 - binnen: 02-12-1972 | "Ben" in de Nederlandse Single Top 100 - binnen: 02-12-1972 | binnen: 04-07-2009 | binnen: 04-07-2009 | binnen: 04-07-2009 | binnen: 04-07-2009 | binnen: 04-07-2009 | binnen: 04-07-2009 | binnen: 04-07-2009 | binnen: 04-07-2009 |
| Week                                                        | 1                                                           | 2                                                           | 3                                                           | 4                                                           | 5                                                           | 6                                                           | 7                                                           | 8                                                           | 9                                                           | 10                                                          | 11                                                          | 12                                                          |                                                             | 13                 | 14                 | 15                 | 16                 | 17                 | 18                 | 19                 |                    |
| ----------------------------------------------------------- | ----------------------------------------------------------- | ----------------------------------------------------------- | ----------------------------------------------------------- | ----------------------------------------------------------- | ----------------------------------------------------------- | ----------------------------------------------------------- | ----------------------------------------------------------- | ----------------------------------------------------------- | ----------------------------------------------------------- | ----------------------------------------------------------- | ----------------------------------------------------------- | ----------------------------------------------------------- | ----------------------------------------------------------- | ------------------ | ------------------ | ------------------ | ------------------ | ------------------ | ------------------ | ------------------ | ------------------ |
| Nummer                                                      | 20                                                          | 5                                                           | 2                                                           | 2                                                           | 2                                                           | 2                                                           | 2                                                           | 2                                                           | 6                                                           | 7                                                           | 11                                                          | 22                                                          | uit                                                         | 6                  | 10                 | 23                 | 74                 | 28                 | 49                 | 87                 | uit                |

## Trivia
- Ook al was Michael Jackson al de jongste artiest die een nummer 1-hit scoorde (I Want You Back, als onderdeel van The Jackson 5 in 1970), werd hij met Ben de op twee na jongste soloartiest ooit, aangezien hij 14 jaar was. Alleen Stevie Wonder (Fingertips, 13 jaar) en Donny Osmond (Go Away Little Girl, 13 jaar in 1971) waren nóg jonger.

- Michael Jackson bracht Ben ten gehore tijdens de Academy Awards, waar het nummer genomineerd was voor de Academy Award voor Beste Originele Nummer in 1973. De winnaar dat jaar werd The Morning After uit The Poseidon Adventure.

- De band Pearl Jam zingt aan het eind van hun nummer Rats uit 1993 de zin “Ben, the two of us need look no more”, wat de beginzin is van het originele Ben.

- De Ierse groep Boyzone coverde het nummer voor hun album A Different Beat.

- De Vlaamse Silvy De Bie coverde op 9-jarige leeftijd het nummer nadat ze werd ontdekt in De Kinderacademie op de Vlaamse zender VTM.  Ze bracht de single uit zowel in het Engels als het Nederlands en belandde enkele weken op de eerste plaats in de Belgische hitlijsten.

## NPO Radio 2 Top 2000
| Nummer met noteringen in de NPO Radio 2 Top 2000 | '99 | '00 | '01 | '02 | '03 | '04 | '05 | '06 | '07 | '08 | '09 | '10 | '11 | '12 | '13 | '14 | '15 | '16 | '17 | '18 | '19 | '20 | '21 | '22 | '23 | '24 |
| ------------------------------------------------ | --- | --- | --- | --- | --- | --- | --- | --- | --- | --- | --- | --- | --- | --- | --- | --- | --- | --- | --- | --- | --- | --- | --- | --- | --- | --- |
| Ben                                              | 256 | 603 | 463 | 743 | 690 | 677 | 737 | 733 | 942 | 732 | 186 | 369 | 466 | 336 | 463 | 556 | 552 | 638 | 617 | 495 | 724 | 560 | 704 | 838 | 927 | 855 |

1. ↑  Een vetgedrukt getal geeft de hoogste notering aan.